# Les Six Compagnons à l'Étang de Berre
Les Six Compagnons à l'Étang de Berre est le 40e roman de la série Les Six Compagnons, créée par Paul-Jacques Bonzon, sur 49 titres publiés.
Rédigé par Olivier Séchan, le roman est édité pour la première fois en 1983 chez Hachette dans la collection Bibliothèque verte. Lors des rééditions à partir de 2006, il est publié dans la Bibliothèque rose.
Le roman se déroule en une époque indéterminée dans les environs de l'Étang de Berre : Sausset-les-Pins, Martigues, raffineries de pétrole de la Mède.

## Principaux personnages
- Les Six Compagnons
  - La Guille
  - Tidou
  - Le Tondu
  - Gnafron
  - Bistèque
  - Mady
- Le chien Kafi
- Taras
- Le commissaire Delange
- Héloïse et Hector Bassarte
- Victor et Toni, gangsters
- M. Zéphirys

## Résumé
Le roman de 155 pages est divisé en 16 chapitres. Le résumé ci-dessous est basé sur l'édition du roman parue en 1983 dans la Bibliothèque verte.
La Guille est en vacances chez son truculent oncle Hector Bassarte et son épouse Héloïse à Sausset-les-Pins dans les Bouches-du-Rhône. Ayant découvert des « choses bizarres », il écrit une lettre à ses camarades lyonnais leur suggérant vivement de le rejoindre. Or, à leur arrivée chez l'oncle Hector, les Compagnons découvrent que leur ami a disparu. Oncle Hector décide d'alerter son partenaire de pétanque, le commissaire Delange, qui croit en une fugue de l'adolescent. Mais les Compagnons savent que leur ami n'a pas fugué : il a laissé chez son oncle et sa tante son harmonica auquel il tient tant.
La Guille leur a laissé un message crypté dans lequel il les incite à enquêter, d'une part sur un bar dont la raison sociale est Pénélope, et d'autre part sur « Taras ». Leurs investigations les mènent effectivement sur les traces de Taras, un serbo-croate ayant une tendance à la violence et à l'alcoolisme, qui est un ami de l'oncle Hector. Ils se mettent à suivre cet homme mystérieux et découvrent qu'il monte la garde de la « Villa des aigles » dont le propriétaire est M. Zéphirys. Taras est même poursuivi par Victor et Toni, des hommes ressemblant à des gangsters, qui le frappent en lui ordonnant de « tenir sa langue ».
Les Compagnons découvrent finalement que la Guille est prisonnier au sein de la « Villa des aigles ». La Guille révèle à ses amis qu'il a découvert, quelques jours auparavant, que Taras travaillait pour des gangsters et qu'il devait conserver, avant de l'acheminer en un lieu secret, un gros colis contenant quelque chose d'important. S'agit-il d'argent, de bijoux, de drogue, d'armes ? Il n'a pas réussi à le découvrir : il s'est fait prendre par Taras qui l'a emprisonné dans cette villa, tant pour se protéger, lui Taras, et aussi protéger la Guille, des risques d'être abattus par les deux truands. Les Compagnons découvrent que Taras doit installer le gros colis dans la cale d'un bateau dès le lendemain matin. Le colis contiendrait-il une bombe ?
Les compagnons délivrent la Guille de sa « prison » puis informent l'oncle Hector de leurs découvertes. Ce dernier alerte le commissaire Delange, qui met en place une « souricière ». Victor et Toni, les hommes de main du chef de la bande, qui n'est autre que M. Zéphirys, sont arrêtés. En revanche M. Zéphirys, contre lequel il n'y a pas de preuves suffisantes, ne peut pas être interpellé. Dans un contexte de rivalités dans l'achat et la vente de pétrole, il voulait couler le yacht d'un de ses concurrents à titre d'avertissement.